# Буторин, Виктор Васильевич
Виктор Васильевич Буторин, в Указе о награждении — Бутарин (26 сентября 1898, Семипалатинск — 7 марта 1974, Киев) — командир сабельного взвода 62-го гвардейского кавалерийского полка 16-й гвардейской Черниговской кавалерийской дивизии 7-го гвардейского кавалерийского корпуса 61-й армии Центрального фронта, Герой Советского Союза. Награждён орденом Ленина, орденом Красного Знамени.

## Биография
Виктор Буторин родился 26 сентября 1898 года в городе Семипалатинске в семье служащего. Русский. Окончил 9 классов. В 1918—1924 годах служил в Красной Армии, после этого трудился в системе потребительской кооперации. С 1924 года жил и работал в Таджикистане.
В октябре 1941 года был вновь призван в ряды Красной Армии, с 1943 года — в действующей армии. В 1943 году вступил в ВКП(б).
Гвардии старший сержант Виктор Буторин отличился в битве за Днепр. 21 сентября 1943 года во время боёв за село Перше Травня Городнянского района Черниговской области Украины он, будучи дважды раненным, не покинул поле боя до полного освобождения населённого пункта.
Указом Президиума Верховного Совета СССР «О присвоении звания Героя Советского Союза генералам, офицерскому, сержантскому и рядовому составу Красной Армии» от 15 января 1944 года за «образцовое выполнение боевых заданий командования на фронте борьбы с немецкими захватчиками и проявленными при этом отвагу и геройство» с вручением ордена Ленина и медали «Золотая Звезда» (№ 3010)..
После окончания войны лейтенант Буторин — в запасе, жил и работал в городе Киеве. Скончался 7 марта 1974 года. Похоронен в Киеве на Лукьяновском военном кладбище.

## Память
Имя Виктора Буторина вместе с именами всех 78 Героев Советского Союза 112-й Башкирской (16-й гвардейской Черниговской) кавалерийской дивизии было высечено золотыми буквами на мемориальных досках, установленных в Уфе в Национальном музее Башкортостана и в Музее 112-й (16-й гвардейской) Башкирской кавалерийской дивизии.